# Glossotrophia isabellaria
Glossotrophia isabellaria är en fjärilsart som beskrevs av Pierre Millière 1869. Glossotrophia isabellaria ingår i släktet Glossotrophia och familjen mätare. Inga underarter finns listade i Catalogue of Life.